# Công quốc Ferrara
Công quốc Ferrara (tiếng La Tinh: Ducatus Ferrariensis; tiếng Ý: Ducato di Ferrara; tiếng Emilia: Ducà ad Frara) là một nhà nước ở miền Bắc nước Ý ngày nay. Nó có diện tích khoảng 1.100 km2 toạ lạc về phía Nam của hạ lưu sông Po, kéo dài đến thung lũng của hạ lưu sông Reno, bao gồm cả thành phố Ferrara. Lãnh thổ là một phần của Công quốc do Nhà Este cai trị từ năm 1146 đến năm 1597.
Năm 1471, lãnh thổ được chuyển giao cho Lãnh địa Giáo hoàng. Borso d'Este, đã là Công tước Modena và Reggio, được Giáo hoàng Paul II phong làm Công tước xứ Ferrara. Borso và những người kế vị của ông đã cai trị Ferrara như một quốc gia gần như có chủ quyền cho đến năm 1597, trước khi nó nằm dưới sự cai trị trực tiếp của Giáo hoàng.